# Alopecurus nepalensis
Alopecurus nepalensis är en gräsart som beskrevs av Carl Bernhard von Trinius och Ernst Gottlieb von Steudel. Alopecurus nepalensis ingår i släktet kavlen, och familjen gräs. Inga underarter finns listade i Catalogue of Life.